# Nikolaj Denkov
Nikolàj Dѐnkov Dènkov (født 3. september 1962) er en bulgarsk fysisk kemiker og politiker fra partiet "Vi fortsætter forandringen". Han har været Bulgariens premierminister siden 6. juni 2023.
Han er uddannet kemiker på Sofias Universitet og underviste derefter på universitet. Han blev doktor i kemi i 2007, professor i 2008 og medlem af det bulgarske videnskabsakademi i 2021.
Denkov kom ind politik som viceuddannelses- og videnskabsminister i Bojko Borisovs anden regering (2014-2016). Herefter var han uddannelses- og videnskabsminister i Ognjan Gerdzjikovs (januar-maj 2017) og Stefan Janevs (maj-december 2021) midlertidige regeringer, som blev nedsat af præsident Rumen Radev samt i Kiril Petkovs regulære regering (december 2021-august 2022). I oktober 2022 blev han valgt til Bulgariens parlament for partiet Vi fortsætter forandringen og var partiets kandidat til premierministerposten, men fik ikke flertal i parlamentet. Efter det tidlige parlamentsvalg 6. juni 2023 blev han premierminister for en regering støttet af partikoalitionerne "Vi fortsætter forandringen – Demokratisk Bulgarien" og GERB—SDS.

## Uddannelse og akademisk karriere
Denkov blev student fra det nationale naturvidenskabelige og matematiske gymnasium i Sofia i 1980 og kandidat fra det kemiske og farmaceutiske fakultet på Sofias Universitet i 1987. Han fik en ph.d.-grad i 1993 med en afhandling om "Interpartikelinteraktioner og aggregering i kolloide systemer". I 1997 blev han lektor og i 2008 professor i fysisk kemi ved universitetet. Fra 2008 til 2015 var han leder af afdelingen for teknisk kemi og direktør for masterprogrammet "Dispersionssystemer i kemisk teknologi" ved fakultetet for kemi og farmaci ved Sofias Universitet. Han blev doktor i kemi i 2007 med en afhandling om "Flydende film i tilstedeværelse af kolloide partikler - stabilitet og dannelse af ordnede strukturer". Han har arbejdet som ledende videnskabsmand i forskningsafdelingerne hos Unilever (USA) og Ron-Poulenc (Frankrig).
Denkov er medlem af det europæiske videnskabsakademi Academia Europaea og medlem af Den Europæiske Rumorganisations naturvidenskabelige ekspertgruppe. Han er forfatter til over 175 videnskabelige publikationer og har ledet over 45 internationale videnskabelige projekter med ekstern finansiering. Ifølge en rangliste fra Stanford University i 2021 er Denkov blandt de 2 % mest indflydelsesrige forskere i verden. Hans artikler er citeret over 8.500 gange, og han har et h-index på 47. Han har 12 patenter.
I oktober 2021 blev han valgt til det bulgarske videnskabsakademi.
For sine videnskabelige resultater har Nikolaj Denkov fået flere nationale og internationale hædersbevisninger, heriblandt den højeste bulgarske pris "Pythagoras" for videnskabelige præstationer.

## Politisk karriere
Fra august 2014 til april 2016 var han viceminister for uddannelse og videnskab med ansvar for videregående uddannelse og europæiske strukturfonde, herunder implementeringen af det operationelle program "Videnskab og uddannelse for intelligent vækst". Fra 27. januar 2017 til 4. maj 2017 og fra 12. maj til 2. august 2022 var han minister for uddannelse og videnskab,
Han blev valgt til Bulgariens parlament i oktober 2022 og genvalgt i 2023.
Den 6. juni 2023, efter en aftale mellem GERB ("Borgere for europæisk udvikling i Bulgarien") og PP-DB (Vi fortsætter forandringen – Demokratisk Bulgarien") blev Nikolay Denkov valgt til Bulgariens premierminister og stod i spidsen for den regeringer Denkov. Det blev aftalt, at regeringen skulle ledes på skift mellem de to partier. De første 9 måneder skulle Denkov være premierminister, og de næste 9 måneder Marija Gabriel fra GERB-SDU og som er vicepremierminister og udenrigsminister i Denkovs regering.